# Керзон-Хау, Джордж, 2-й граф Хау
Джордж Огастес Фредерик Луи Керзон-Хау, 2-й граф Хау (англ. George Augustus Frederick Louis Curzon-Howe, 2nd Earl Howe; 16 января 1821 — 4 февраля 1876) — британский пэр и консервативный политик.

## Биография
Родился 16 января 1821 года. Старший сын Ричарда Уильяма Пенна Керзон-Хау, 1-го графа Хау (1796—1870), и первой жены леди Харриет Джорджианы Браднелл (? — 1836).
В 1846 году виконт Керзон был назначен капитаном в Лестерширской йоменской кавалерии принца Альберта. Его отец, граф Хау, был в то время подполковником полка, а позже стал подполковником-комендантом в 1861 году. Джордж Керзон и разделил чин полковника PAOLYC с подполковником достопочтенным Чарльзом Поуисом (позднее 9-й уланский полк). В 1870 году он стал подполковником-комендантом 2-го графа Хау PAOLYC после смерти своего отца и вплоть до своей смерти в 1876 году.
Он был членом Палаты общин Великобритании от Южного Лестершира с 1857 по 1870 год.
Он был заядлым охотником и выставлял своих собак. Он был первым президентом Бирмингемского общества выставок собак, работая с 1860 по 1863 год, а затем снова в 1870, 1872, 1874 и 1875 годах.
До смерти своего отца Джордж Керзон-Хау носил титул «виконта Керзона» (это британский обычай, согласно которому наследника графа называют виконтом, если второй по старшинству титул, принадлежащий главе семьи, виконтство). После смерти отца в 1870 году Керзон-Хау получил титул 2-го графа Хау. После его собственной смерти 4 февраля 1876 года в возрасте 55 лет его титулы перешли к его брату Ричарду Керзон-Хау, 3-му графу Хау.

## Семья
3 февраля 1846 года виконт Керзон женился на Гарриет Мэри Стёрт (? — 29 января 1877), дочери Генри Чарльза Стёрта и жены леди Шарлотты Пенелопы Браднелл, и у них родилась дочь:
- Леди Гарриет Элис Хау (1848 — 13 апреля 1875), в 1871 году она вышла замуж за преподобного Генри Невила Шербрука (1846—1916), от брка с которым у неё было трое детей.